# Schwarzkopfsteinhuhn
Das Schwarzkopfsteinhuhn (Alectoris melanocephala) ist eine Hühnervogelart aus der Familie der Fasanenartigen, die im Westen und Süden der Arabischen Halbinsel beheimatet ist. Sie besiedelt buschbestandene, felsige Berghänge und ernährt sich überwiegend von Gräsern und Kräutern.
Die Art wird heute als monotypisch angesehen. Die von Richard Meinertzhagen 1951 beschriebene, im südlichen Jemen vorkommende Unterart A. m. guichardi wird allgemein nicht mehr anerkannt.

## Beschreibung
Mit etwa 40 cm Körperlänge ist das Schwarzkopfsteinhuhn wesentlich größer als ein Rebhuhn. Die Henne ist etwas kleiner als der Hahn, ein Sexualdimorphismus bezüglich des Gefieders ist jedoch nicht vorhanden. Beim Hahn liegt die Flügellänge zwischen 177 und 210 mm, die Schwanzlänge zwischen 146 und 149 mm, das Gewicht bei etwa 720 g. Die Flügellänge der Henne ist mit 166–181 mm kleiner. Die Schwanzlänge beträgt etwa 140 mm, das Gewicht etwa 520 g. Die Iris ist rötlichbraun. Der Schnabel, die Füße und die Beine sind wie auch ein unbefiederter Ring um das Auge leuchtend rot. Beim Hahn tragen die Läufe einen Sporn, der bei der Henne fehlt. Innerhalb der Gattung Alectoris sind die verlängerten Kinn- und Scheitelfedern einzigartig. Außerdem ist die Art verhältnismäßig langschwänzig.
Bei adulten Vögeln reicht die schwarze Färbung des Kopfes bis in den Nacken und in einem mittigen Latz bis auf die Brust. Daraus steht ein breiter, leuchtend weißer Überaugenstreif hervor, der durch ein schmales, schwarzes Band vom Schnabel abgesetzt ist und hinter den Ohrdecken in eine rotbraune Partie verläuft, die in die rötlich-isabellfarbenen Halsseiten übergeht. Die Befiederung an Kinn und Kehle ist ebenfalls weiß und läuft strahlig zu den schwarzen Ohrdecken hin aus. Das Körpergefieder ist überwiegend bläulichgrau mit beigen Säumen. Die Flanken sind auffällig schwarzweiß gebändert, wobei jede Feder an der Basis grau ist und am Ende ein oben und unten breit schwarz gesäumtes, weißes Band aufweist. Das Flügelgefieder ist wie das Körpergefieder grau mit beigen bis rötlich-ockerfarbenen Säumen, lediglich die Handschwingen sind dunkel bräunlich mit schmal ockergelben Säumen. Von den blaugrauen Steuerfedern tragen die äußeren schwärzliche Spitzen.
Das Jugendkleid wurde bislang nur aufgrund von Fotografien beschrieben. Der Schnabel ist offenbar wie auch die Füße schwärzlich, die Augenwachshaut grau und das Kopf- und Flankenmuster adulter Vögel noch nicht ausgeprägt. Der Scheitel ist hell rötlichbraun, die Oberseite rebhuhnfarben und die Unterseite braungräulich mit einer feinen Musterung an Hals, Brust und Nacken.
Dunenküken sind oberseits gelblichbraun mit schiefergrauer Unterseite. Kinn und Kehle sind weiß, die Brust blass braun und der untere Rücken zerstreut schwarzweiß gesprenkelt.

## Stimme
Der typische Ruf (Hörbeispiel) ist lauter und etwas tiefer als der des Chukarhuhns. Er besteht aus einer Reihe von Lauten, die in einem Crescendo schneller und aufgeregter werden, wie etwa kuk-kuk-kuk-kuk … kouk-kouk-kouk … kruuuk-kruuk-kruuk. Eine weichere Variante ist als Kontaktruf zu vernehmen. Der Alarmruf ist ein gereihtes kerkau. Bei der Futtersuche werden glucksende Laute abgegeben, die mit einem hohen, tonansteigenden mjau enden.

## Verbreitung und Bestand
Das Schwarzkopfsteinhuhn ist im Westen und Süden der Arabischen Halbinsel beheimatet. Seine Verbreitung reicht von Dschidda südwärts bis in das westliche Hochland des Jemen, von wo sie sich ostwärts durch die südlichen Küstengebirge bis ins Dhofar-Gebirge im westlichen Oman erstreckt. Disjunkte Vorkommen gibt es im Dschabal al-Achdar im Osten Omans und möglicherweise im nördlichen Hedschas. Ob die bis 1890 existierenden Vorkommen an der Küste von Eritrea autochthon waren, ist fraglich.
Obwohl über den genauen Bestand nichts bekannt ist, wird die Art als nicht gefährdet angesehen. Berichten zufolge ist sie nicht selten, wenn auch die Vorkommen teils sehr zerstreut sind. Bejagung und Lebensraumverluste dürften zu den Hauptgefährdungsursachen zählen.

## Lebensraum
Wo die Art gemeinsam mit dem Philbysteinhuhn vorkommt, bevorzugt sie tiefer gelegene, üppiger bewachsene Bereiche der Tihama, die meist im Regenschatten liegen. Gemeinhin kommt sie an vegetationsbestandenen, oft felsigen Berghängen, tief eingegrabenen Wadis und sandigen wie felsigen Hochebenen mit zerstreutem Busch- und Baumbewuchs vor. Auch bewirtschaftete Terrassen und Wacholderbestände werden angenommen. Die Höhenverbreitung liegt zwischen 100 und 2800 m.

## Lebensweise
Schwarzkopfsteinhühner sind meistens paarweise, außerhalb der Brutzeit aber bisweilen in Verbänden von bis zu 15 Vögeln anzutreffen, die sich regelmäßig morgens und abends zum Trinken an Wasserstellen einfinden. Sie bewegen sich bei der Nahrungssuche meist in der Deckung von Büschen und Felsblöcken und tauchen nur selten im offenen Gelände auf. Die Nahrung bestand bei erlegten Vögeln, deren Mageninhalt untersucht wurde, zu einem überwiegenden Anteil aus Pflanzenbestandteilen der Grasart Schismus barbatus und dem Ruhrkraut Gnaphalium pulvinatum. Mancherorts erscheinen die Vögel zur Erntezeit auf Feldern und ernähren sich von Getreide.
Die Art lebt vermutlich monogam. Die Balz erfolgt wohl im Februar und März, die Legezeit liegt zwischen März und Mai. Das Nest besteht aus einer flachen Mulde, die unter Büschen angelegt wird. Das Gelege enthält meist 5–8 steinweiße, sehr großporige Eier, die eine gelblich beige Sprenkelung aufweisen. Die Maße betragen 46 × 34 mm. Bisweilen wurden größere Gelege mit teils über 11 Eiern gefunden. Die Brutdauer liegt zwischen 24 und 25 Tagen.

## Belege